# Othreis srivijayana
Othreis srivijayana är en fjärilsart som beskrevs av Hans Bänziger 1985. Othreis srivijayana ingår i släktet Othreis och familjen nattflyn. Inga underarter finns listade i Catalogue of Life.